# Siddhartha Gautama

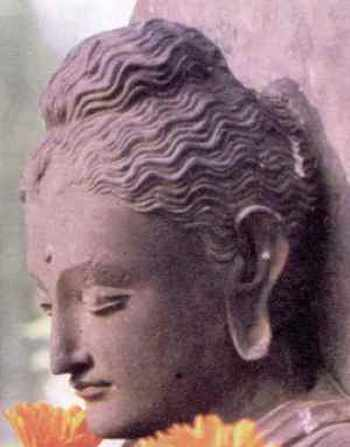
Siddhartha Gautama als Buddha

Siddhartha Gautama (in Sanskrit Siddhārtha Gautama (सिद्धार्थ गौतम) bzw. in Pali Siddhattha Gotama, früher im Deutschen auch als Gotamo wiedergegeben; laut der (umstrittenen) „korrigierten langen Chronologie“ geboren 563 v. Chr. in Lumbini, gestorben 483 v. Chr. in Kushinagar) war ein indischer Weisheitslehrer und Religionsstifter.
Nach einer anfänglichen Zeit als Asket und Schüler verschiedener philosophischer und yogischer Richtungen, wie sie im damaligen Indien in großer Zahl präsent waren, löste er sich schließlich von diesen Traditionen im Zusammenhang mit einer ihn transformierenden Erleuchtungserfahrung (Bodhi). Sie führte ihn dazu, danach in jahrzehntelanger Tätigkeit die Lehre auszuformulieren, die dann als der Dharma bezeichnet wurde und mit der er zum Begründer des Buddhismus wurde. Die Bezeichnung Buddhismus leitet sich davon ab, dass man dem Gründer die ehrende Bezeichnung Buddha beilegte, was „der Erwachte“ bedeutet. In diesem Zusammenhang wird Siddhartha Gautama auch als „der historische Buddha“ bezeichnet, zur Unterscheidung von den ins Metaphysische reichenden Ausarbeitungen des Begriffs Buddha, die in der buddhistischen Tradition später angeschlossen wurden (hierzu der Artikel Buddha).
Neben der inhaltlichen Lehrtätigkeit schuf Siddhartha Gautama auch planvoll die Strukturen, die die dauerhafte Weitergabe seiner Lehren sichern würden, nämlich das buddhistische Ordenswesen. Ungewöhnlich für die damalige Zeit, schloss dies auch einen weiblichen, also einen Nonnenorden mit ein.

## Chronologie
Der Tod Siddharthas war früher ein chronologischer Orientierungspunkt für die indische Geschichte. Als Beginn der buddhistischen Zeitrechnung spielte er eine wichtige Rolle. Die ältesten bekannten Berechnungen wurden auf Sri Lanka vorgenommen. Sie beziehen sich auf Angaben der dortigen, aus dem Zeitraum vom 6. bis zum frühen 4. Jahrhundert v. Chr. stammenden Chroniken Dipavamsa und Mahavamsa. Dabei kam man auf ein Todesjahr, das nach westlicher Zeitrechnung 544 oder 543 v. Chr. entspricht. Ausgangspunkt der Berechnung war die Überlieferung, der zufolge zwischen dem Tod des Buddha und dem Herrschaftsantritt des Königs Chandragupta Maurya 168 Jahre und zwischen dem Tod des Buddha und der Herrscherweihe des Königs Ashoka 218 Jahre liegen. Dieser Ansatz ist in der Forschung als „unkorrigierte lange Chronologie“ oder „südliche buddhistische Chronologie“ bekannt. Er ist traditionell bei den Theravada-Buddhisten Südostasiens verbreitet. Daneben gab es auch Datierungen in wesentlich frühere Zeiträume.

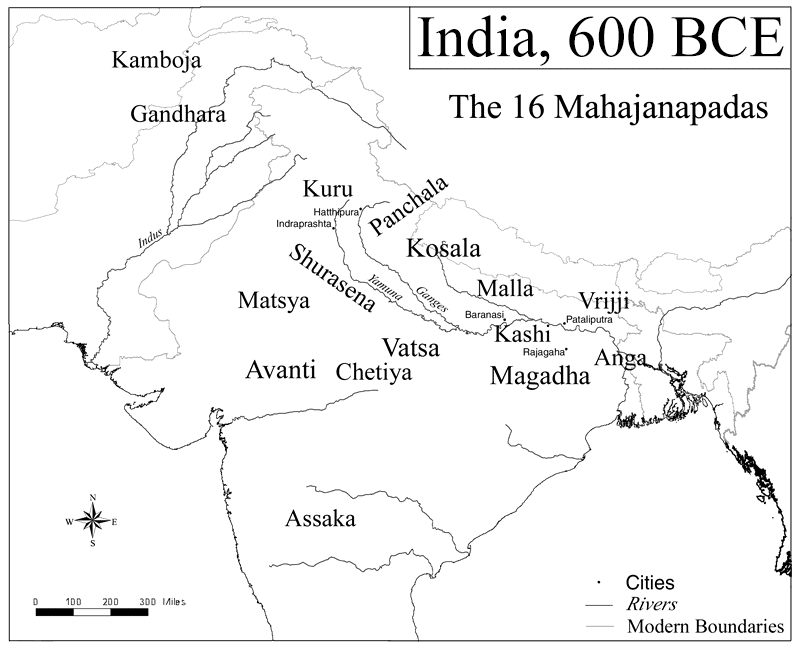
Nordindien um 600 v. Chr.

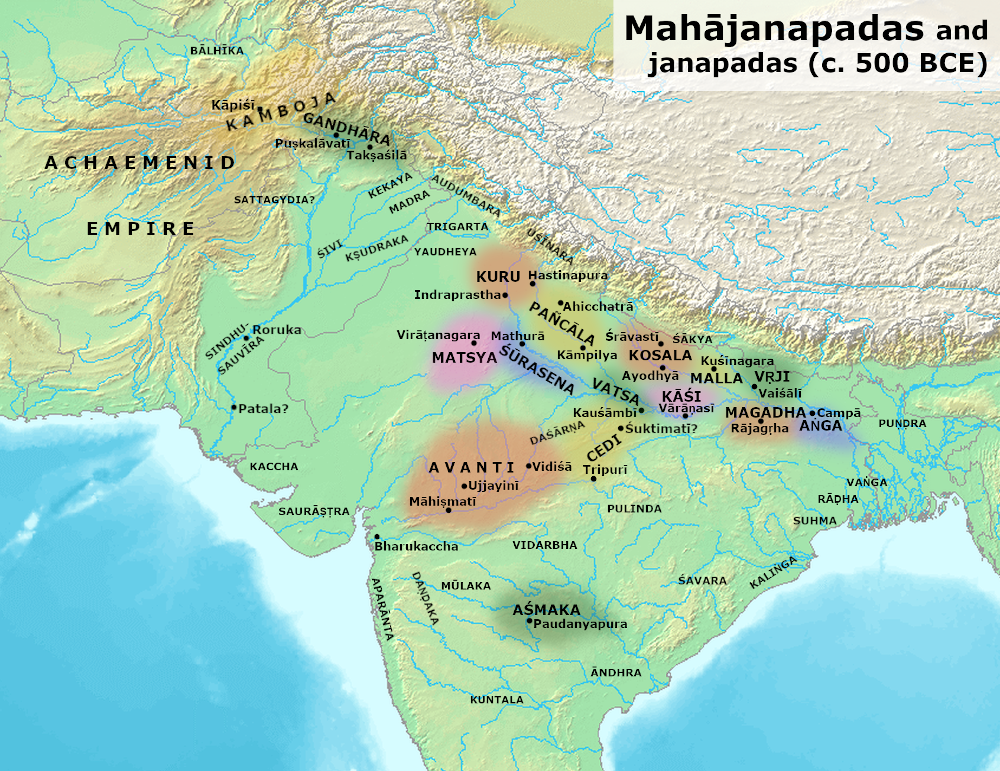
Magadha und andere Mahajanapadas in der beginnenden Nach-Vedischen-Periode, um 500 v. Chr.

Im frühen 19. Jahrhundert übernahm die europäische Forschung den Ansatz der „unkorrigierten langen Chronologie“, da er der späteste in den Quellen überlieferte und damit der glaubwürdigste war. Schon 1837 bezweifelte jedoch George Turnour, der Herausgeber des Mahavamsa, die „unkorrigierte lange Chronologie“. Er akzeptierte die überlieferten Angaben über die zeitlichen Abstände zwischen dem Tod des Buddha und den Herrschaftsantritten der beiden Könige, setzte diese jedoch etwa sechzig Jahre später an. Daraus ergab sich eine neue Chronologie, die in der Forschung als „korrigierte lange Chronologie“ bezeichnet wird. Ihr zufolge fällt der Tod des Buddha in den Zeitraum zwischen 486 und 477 v. Chr., und als Geburtsjahr wurde entsprechend 563 v. Chr. angesetzt. Dieser Ansatz war bis in die zweite Hälfte des 20. Jahrhunderts in Europa und bei vielen Buddhisten mit westlicher Bildung maßgeblich. In Asien hielten aber die weitaus meisten Buddhisten an der traditionellen „unkorrigierten“ Datierung des Todesjahres auf 544/543 v. Chr. fest; daher wurde im Jahr 1956 der 2500. Jahrestag des mutmaßlichen Todes festlich begangen.
Die neuere Forschung hat die „korrigierte lange Chronologie“ prinzipiell aufgegeben; sie wird nur noch vereinzelt vertreten. Es gibt aber keinen Konsens, wodurch sie zu ersetzen ist. Gegenwärtig werden unterschiedliche Datierungen diskutiert, alle um Jahrzehnte später als der Zeitrahmen der „korrigierten langen Chronologie“.
Oft wird die Lebenszeit des Buddha nach dieser „kurzen Chronologie“ rund ein Jahrhundert später angesetzt als nach der „korrigierten langen Chronologie“. Die gegenwärtig vorherrschenden Datierungsansätze für den Tod schwanken zwischen ca. 420 und ca. 368 v. Chr.
Andererseits legen jüngst bekannt gewordene, noch nicht wissenschaftlich publizierte Ausgrabungsergebnisse in Lumbini ein erneutes Umdenken nahe. Die Reste von vermutlich zu Zwecken der Buddha-Verehrung errichteten Gebäuden an diesem Ort wurden auf das sechste vorchristliche Jahrhundert datiert. Diese Deutung ist bislang als wissenschaftliche Hypothese einzustufen.

## Namen
Siddhartha Gautama ist die Sanskrit-Form des Namens. In Pali lautet er in der Stammform Siddhattha Gotama. Der ursprüngliche Name Siddhartha, den er von seinen Eltern erhielt, bedeutet „der sein/das Ziel erreicht hat“ oder „der erfüllte Wunsch“. Gautama bzw. Gotama bedeutet „Anführer der Herde“ oder auch „größter Stier“. Der Name war aber auch vergleichbar mit westlichen Familiennamen – er zeigte die Zugehörigkeit zur Gautama-Sippe an (Sanskrit: Gautama gotra, Pali: Gotama gotta; siehe Gotra), deren Angehörige alle so angeredet werden konnten. Ausgehend von Karl Eugen Neumanns Übersetzungen des Pali-Kanons um die Wende zum 20. Jahrhundert war früher im Deutschen die Schreibweise Gotamo Buddho gebräuchlich, die Endung auf -o entspricht hierbei dem Nominativ im Pali. Neumann verwendete bei Pali-Namen stets den Nominativ, nicht die Stammform.
Neben der Bezeichnung als Buddha – der „Erwachte“ – wurden Siddhartha Gautama auch andere Ehrennamen verliehen, darunter Tathagata (Sanskrit तथागत tathāgata „der So-Gegangene“) und Shakyamuni (Sanskrit शाक्यमुनि śākyamuni „der Weise [aus dem Volk] der Shakya“).

## Überlieferte Lebensgeschichte
Berichte über das Leben Siddhartha Gautamas wurden erst nach seinem Tod von den Mitgliedern der Sangha, der Gemeinschaft der Dharma-Praktizierenden, gesammelt und über lange Zeit ausschließlich mündlich weitergegeben. Diese Quellen waren nicht an isolierten Fakten über das Leben Shakyamunis interessiert, sondern vielmehr ging es ihnen um den religiösen Gehalt der biographischen Erzählung, einschließlich religiöser Symbolik. Deshalb lassen sich aus heutiger Sicht Legende und Tatsachenaussagen nicht ohne weiteres voneinander trennen.
Streng genommen sind die vorhandenen Quellen also als Buddha-Hagiographie zu bezeichnen, weniger als Biographie. Für Einzelheiten zu diesen Quellen siehe unter Buddha #Hagiographie. Diese traditionellen Darstellungen zum Leben des Buddha ergeben die folgenden Grundlinien seines Lebenslaufs.

### Herkunft und Kindheit

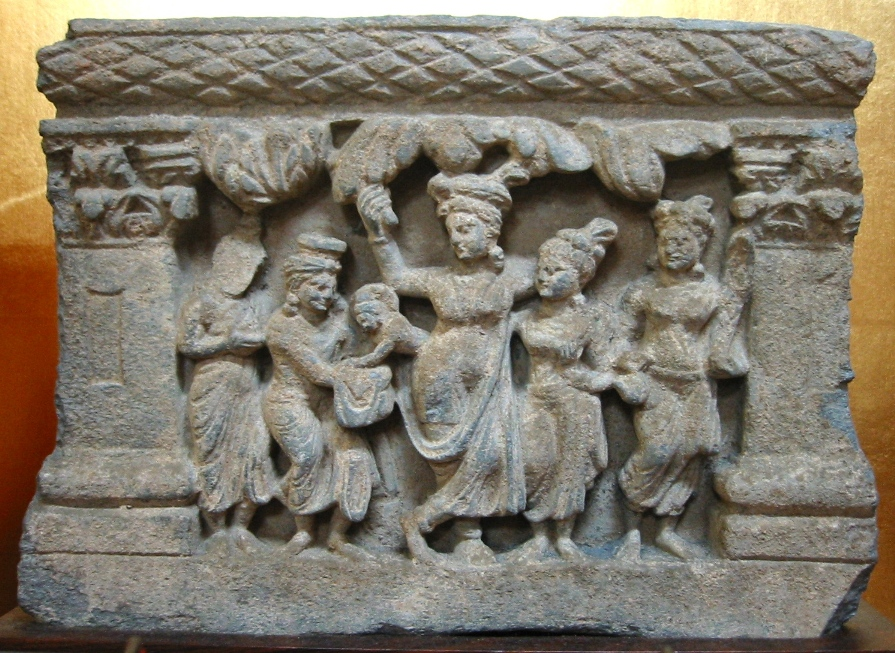
Die Geburt Siddhartha Gautamas (2.–3. Jahrhundert, Gandhara)

Siddhartha entstammte einem alten nordindischen Adelsgeschlecht. Sein Vater Shuddhodana stammte vom Stamm der Shakya im gleichnamigen Fürstentum ab und war wenngleich wohl nicht König so doch regierender Fürst des alten Staates Kapilavastu an der Grenze zwischen dem heutigen Indien und Nepal. Seine Eltern residierten in der Hauptstadt Kapilavastu und gehörten einer Kshatriya-Kaste an.
Seine Mutter, die Frau Shuddhodanas, hieß Maya und wird auch Mahamaya („große Maya“) genannt. Vor seiner Geburt soll die Seele Siddharthas seiner Mutter in einer Vision in Gestalt eines weißen Elefanten erschienen sein. Geboren wurde er neun Monate später, ebenso in einer Vollmondnacht in Lumbini. An diesem Tag wird heute noch in vielen buddhistischen Ländern das Vesakh-Fest begangen, der höchste buddhistische Feiertag, an dem seiner Geburt, seines Erwachens und seines Eingangs in das Parinirvana gedacht wird.
Nach seiner Geburt soll ihm der Prophet Asita gewahrsagt haben (eine Analogie zu der Rolle, die in den Kindheitsberichten über Jesus Simeon und die Prophetin Hanna spielen).
Während seiner Geburt verkündete gemäß der Legende der Seher Asita, dass dieses Kind einmal ein großer König oder, wenn er das Leid der Welt erkennen würde, ein großer heiliger Mann werden würde. Daraufhin, so sagt man, ließ Shuddhodana seinen Sohn, den er zu einem König machen wollte, weder religiös unterweisen, noch ließ er zu, dass Siddhartha menschliches Leid zu Gesicht bekommen sollte.
Sieben Tage nach seiner Geburt starb seine Mutter, sein Vater heiratete daraufhin deren Schwester Pajapati, auch Mahapajapati Gotami genannt, die dem Halbwaisen Siddhartha eine Pflegemutter wurde.

### Ehe

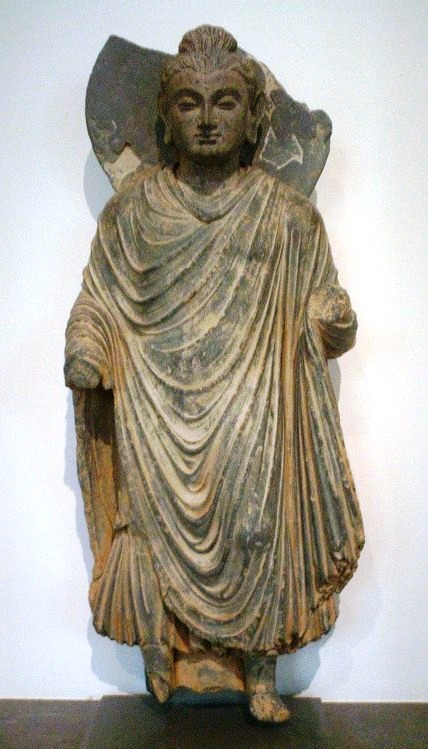
Buddha-Statue aus Gandhara, 1. Jahrhundert

Im Alter von 16 Jahren wurde er mit der Prinzessin Yasodhara vermählt. Sie lebten in einem Palast, wo ihnen alles, was zum Wohlleben gehörte, zur Verfügung stand und den er kaum verließ. Dennoch war er unzufrieden und unausgefüllt.

### Die Ausfahrten
Mit 29 Jahren, bald nach der Geburt seines einzigen Sohnes Rahula (ein Name, der mit „Fessel“ übersetzt wird), verließ Siddhartha das vermeintlich sorglose Leben, das er bis dahin im Palast geführt hatte, und unternahm Ausfahrten durch die Umgebung. Dabei sah er sich erstmals der Realität des Lebens und dem Leiden der Menschheit gegenüber. Die Legende berichtet, er wäre viermal ausgefahren, jeweils in eine andere Himmelsrichtung. Bei dreien der Ausfahrten habe er die Schattenseiten des Lebens kennengelernt: Begegnungen mit einem verkrüppelten Greis, mit einem Fieberkranken und mit einem verwesenden Leichnam. Bei der vierten sei er schließlich einem Asketen begegnet. Insgesamt spricht man daher von dem, was ihm begegnete, als „Vier Zeichen“.
An diesen Begegnungen habe Siddhartha erkannt, dass gegen die Realitäten von Altern, Krankheit, Tod und Schmerz auch Wohlstand und Reichtum keinen Bestand haben, und dass das Leid letztlich nicht durch Schicksalsschläge oder Ungerechtigkeit verursacht wird, sondern dass die wirklichen Ursachen des Leidens aus der Existenz des Menschen selbst herrühren. So habe er sich entschlossen, inspiriert vom Vorbild des Asketen, durch geistige Übung nach einem grundsätzlichen Ausweg aus dem Leiden zu suchen.

### Leben als Asket
Siddhartha verließ mit 29 Jahren seine Frau Yasodhara, den Palast und das Reich seiner Eltern und begann, das Leben eines Asketen zu führen. Er erlernte die yogische Praxis und Meditation als Schüler zweier angesehener brahmanischer Eremiten, Alara Kalama und Uddaka Ramaputta. Zunächst wandte er sich der in Indien zu jener Zeit verbreiteten Schmerz-Askese zu. Sechs Jahre verbrachte er so im Tal des Ganges, doch er fand weder innere Ruhe noch die ersehnten Antworten. Dem Hungertod nahe erkannte er, dass dies nicht der Weg zur Befreiung sein könne. Da ihn alle überlieferten Religionen und ihre Methoden seinen Zielen nicht näher brachten, gab er diese auf und führte fortan das Leben eines besitzlosen Wanderers, der sich vor allem in der Meditation übte, aber nicht mehr in strenger Askese. Er nannte dies den „Mittleren Weg“, weil er die Extreme anderer religiöser Lehren meidet.

### Erwachen
Im Alter von 35 Jahren saß er in einer Vollmondnacht in tiefster Versenkung unter einer Pappelfeige, als er „erwachte“. Dieser Baum wird heute deshalb auch als Baum der Weisheit oder treffender als Bodhi-Baum bezeichnet, von Bodhi „Erwachen“ (oft ungenau mit „Erleuchtung“ übersetzt). Hass, Begierde und Unwissenheit fielen von ihm ab. Er wurde zum „Buddha“, zum Erwachten. Dies geschah am Ufer des Neranjara-Flusses bei Bodhgaya (nahe Gaya im heutigen Bihar). Ein Ableger eben jenes Feigenbaumes wurde der Legende nach auf Ceylon eingepflanzt, während der indische Baum verdorrte. Von dort wurde später wiederum ein Ableger entnommen und an die ursprüngliche Stelle in Indien (nahe dem 1931 ausgegrabenen Tempelbezirk von Sarnath) gepflanzt. Oft haben buddhistische Klöster einen Ableger des Baumes in ihrem Besitz.

### Siddhartha als Lehrer

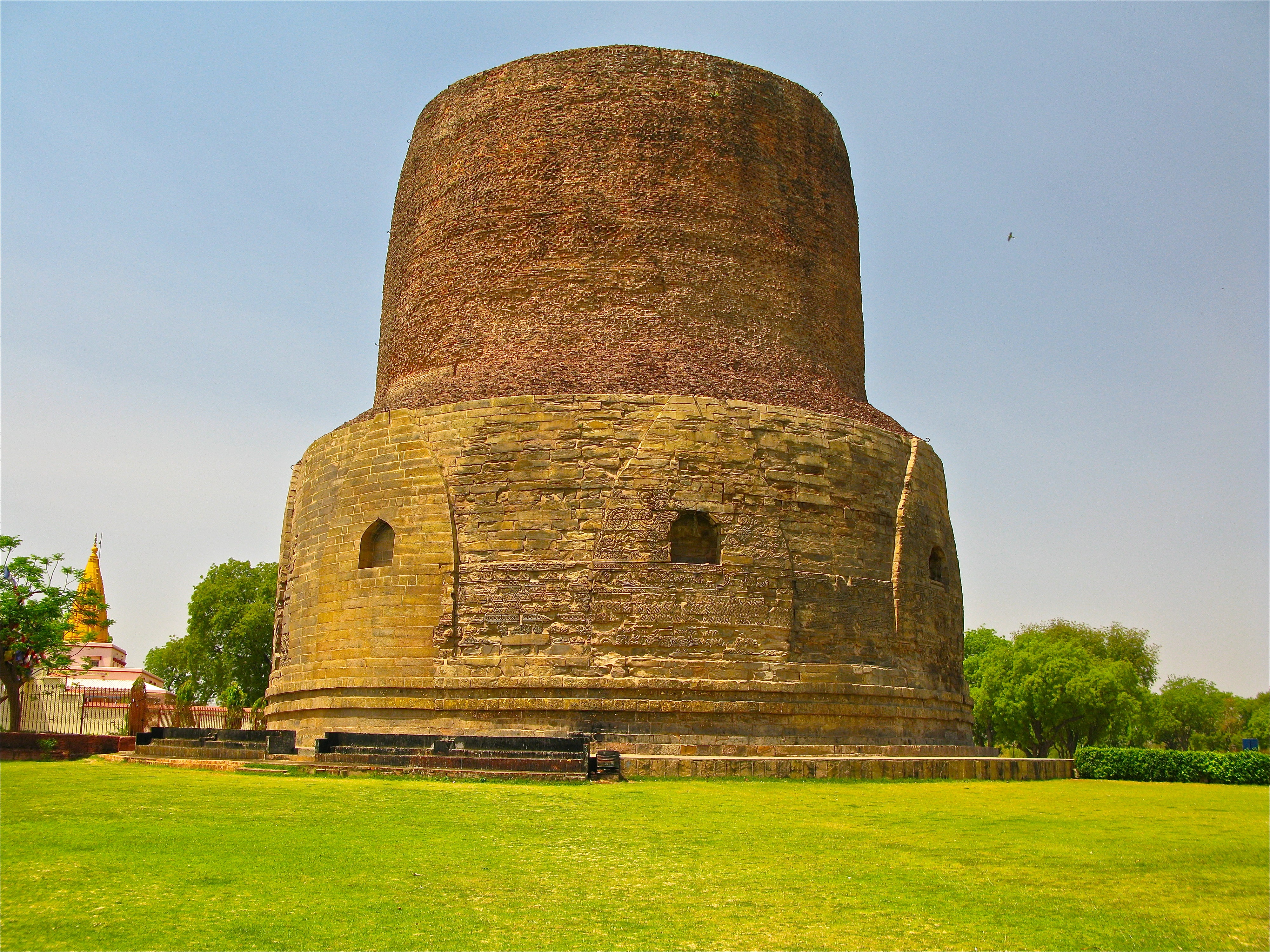
Stupa in Sarnath an der Stelle, an der Siddhartha Gautama seine erste Lehrrede hielt

Nach seinem Erwachen hielt Gautama im Wildpark bei Isipatana (dem heutigen Sarnath) nahe Benares vor einer Gruppe von fünf Asketen, seinen früheren Gefährten, seine erste Lehrrede (bekannt als Dharmacakrapravatanasūtra (Sanskrit) bzw. Dhammacakkappavattanasutta (Pāḷi); deutsch etwa: „Rede, die das Rad der Lehre in Gang setzt“). In dieser verkündete er die sog. Vier Edlen Wahrheiten bzw. vier Wahrheiten des [geistig] Edlen. Die fünf Gefährten wurden damit die ersten Mitglieder der buddhistischen (Mönchs-)Gemeinschaft (Saṅgha).
Von jenem Tage an lehrte er 45 Jahre lang im Nordosten Indiens diesen „mittleren Pfad“ zwischen Luxus und Askese, den achtfachen Pfad von Tugend, Meditation und Weisheit, der zum Erwachen führe. Dabei sprach er vor Menschen aller Gesellschaftsschichten, vor Königen und Bauern, Brahmanen und Ausgestoßenen, Geldverleihern und Bettlern, Heiligen und Räubern. Die Unterscheidungen der Kastenordnung, wie sie bis heute in Indien existiert, nahm er zwar hin, erkannte sie aber nicht an und betonte die Unwesentlichkeit solcher sozialer Unterscheidungen für das Beschreiten des Wegs, den er lehrte. Sein Weg stand allen Männern und Frauen offen. Auch seine frühere Frau Yasodhara und ihre Schwiegermutter Pajapati, die Ziehmutter Siddharthas, traten schließlich als Nonnen in den Orden des Buddha ein.
Siddharta Gautamas Lehren sind nur in Übersetzungen überliefert, die ältesten bekannten Niederschriften erfolgten in Südindien in der Pali-Sprache. Es wird vermutet, dass er ursprünglich in der Sprache Ardhamagadhi gelehrt hat.

### Sterben
Im Alter von 80 Jahren starb Gautama in Kushinagar (im heutigen indischen Bundesstaat Uttar Pradesh), nachdem er eine verdorbene Pilzsuppe gegessen haben soll. Seine letzten Worte waren laut den Anwesenden: „Wohlan denn, ihr Mönche, lasst euch gesagt sein: schwinden muss jede Erscheinung, unermüdlich mögt ihr da kämpfen.“ Erscheinungen werden in anderen Übersetzungen auch als „zusammengesetzte Dinge“ wiedergegeben. Kurz zuvor soll Buddha zu seinem Vetter und persönlichen Assistenten Ananda gesagt haben:

„Hab ich denn das, Anando, nicht vorher schon verkündet, dass eben alles, was einem lieb und angenehm ist, verschieden werden, aus werden, anders werden muss? Woher könnte das hier, Anando, erlangt werden, das was geboren, geworden, zusammengesetzt, dem Verfall unterworfen ist, da doch nicht verfallen sollte: das gibt es nicht.“

Von seinem Tod berichtet das Mahāparinibbāna Sutta, (DN 16), das „Große Sutra vom Pari-Nirvana“: 80-jährig bricht der Buddha zu seiner letzten Reise auf. Er wird begleitet von Anhängern, die seinen Lehrreden lauschen.
Eine Geschichte erzählt, wie er kurze Zeit vor seinem Ableben auf dem Geierberg vor den versammelten Mönchen eine Lotosblume schweigend in der Hand dreht. Alle Mönche sind ratlos, bis auf Mahakashyapa, welcher darüber lächelt und damit die Qualität seiner inneren Wesensschau zum Ausdruck bringt. Daraufhin erklärt der Buddha, all seine Weisheit und sein Geist seien nun auf Mahakashyapa übergegangen. Damit wird Mahakashyapa der erste in einer Folge von buddhistischen Patriarchen. Diese Geschichte ist der Gründungsmythos des Zen-Buddhismus.

## Reliquien

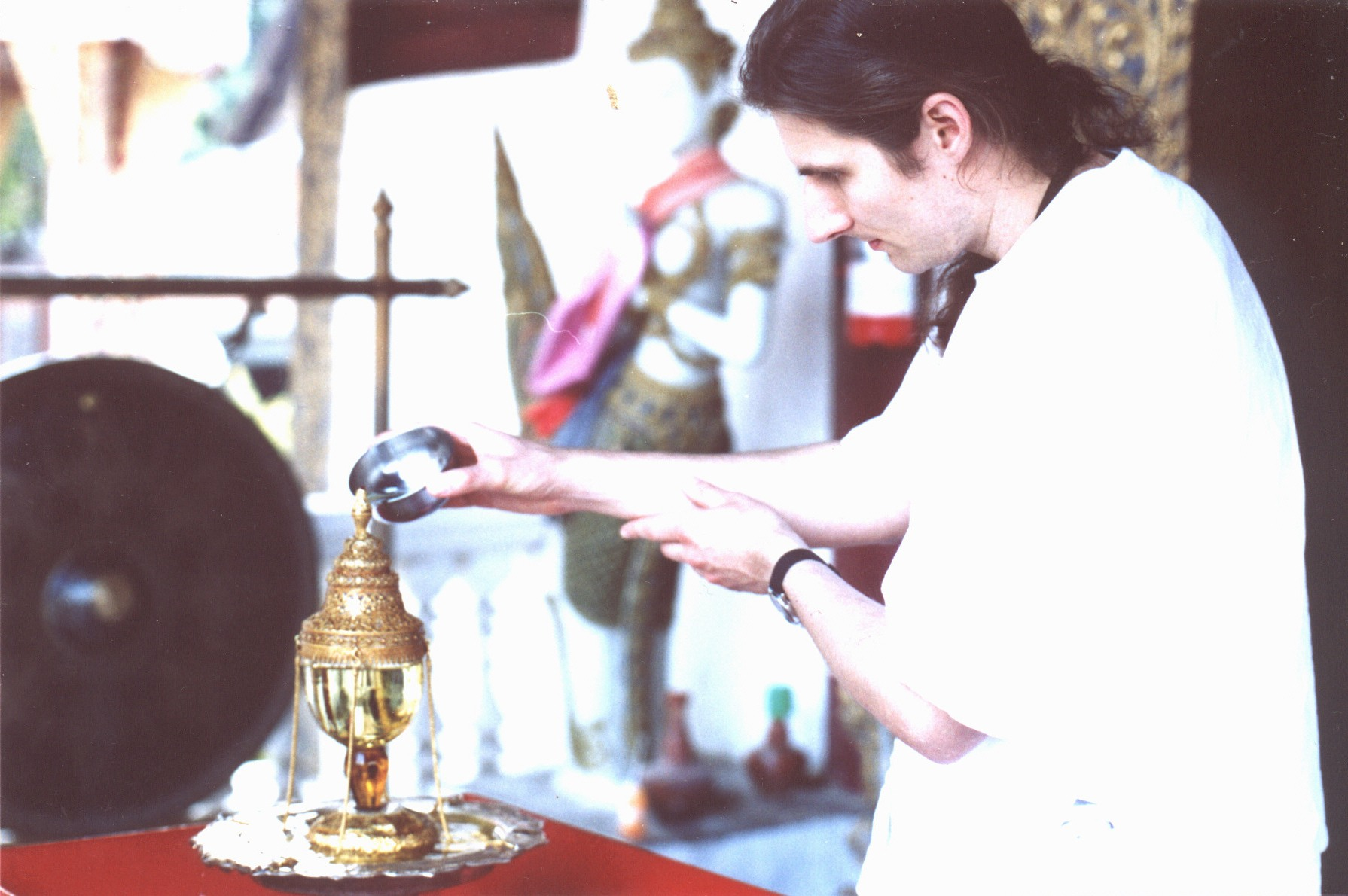
In Wat Phradhatu Sri Chom Tong Voravihara (Thailand) wird eine Reliquie verehrt, die ein Knochenteil des Schädels von Buddha Siddhartha Gautama sein soll.

Als Siddhartha Gautama im Sterben lag, sagte er den Mönchen, die Bestattung seiner Leiche solle den Upāsaka (Laien) überlassen werden. So zerstreuten sich die Mönche nach dem Dahinscheiden auch sofort. Allerdings war es zunächst ein Problem, genug Holz für die Einäscherung der Leiche zusammenzubekommen, da zu wenig Laien-Anhänger in der Gegend waren. Nach kurzer Zeit trafen verschiedene Delegationen ein, die von dem Tod Siddhartha Gautamas gehört hatten. Unter diesen entbrannte dann der Streit um den rechtmäßigen Besitz an der Asche und den Knochen. Man wurde sich einig, indem Asche und Knochen aufgeteilt wurden. Gemäß der Legende wurde die Asche schließlich unter acht Erdhügeln (Stupa) beigesetzt.
Unter der Herrschaft des Maurya-Königs Ashoka, der von ca. 268 v. Chr. bis 232 v. Chr. regierte, wurden sieben dieser Grabhügel wieder geöffnet und die Reliquien in 84.000 Stupas – hügelförmigen Symbolbauten aus Lehm oder Stein – im gesamten Reich des Ashoka verteilt. Um das bewerkstelligen zu können, wurden den Überresten wahrscheinlich Teile hinzugefügt. Zudem deuten die Zahlen 8 und 84.000, die im Buddhismus symbolische Bedeutung haben, darauf hin, dass diese Angaben nicht wörtlich zu verstehen sind. Von den Stupas dieser frühen Zeit sind heute nur noch wenige erhalten. Zu diesen zählen jene in Piprahwa (nahe Lumbini, dem Geburtsort Gautamas) und bei Vaishali (wo das 2. buddhistische Konzil stattfand). Die bekannteste und bedeutendste Stupa aus der Zeit König Ashokas ist die „Große Stupa“ von Sanchi.
Heute gibt es in Süd-, Ost- und Südostasien eine Vielzahl buddhistischer Heiligtümer, die für sich in Anspruch nehmen Überreste (z. B. einen Zahn oder Knochen) des Buddha Shakyamuni zu beherbergen. Hierzu gehören der Goldene Fels und die Shwedagon-Pagode in Myanmar oder der Zahntempel von Kandy auf Sri Lanka.

## Übersetzungen
- Die Lehrreden des Buddha. Die Längere Sammlung. Digha-Nikaya. Übers. v. Karl Eugen Neumann 4. Auflage, Beyerlein und Steinschulte, Herrnschrot 1996, ISBN 3-931095-15-0.
- Die Lehrreden des Buddha. Die Mittlere Sammlung. Majjhima Nikaya. Übers. v. Kay Zumwinkel (jetzt Mettiko Bhikkhu). Jhana, Oy-Mittelberg 2001, ISBN 3-931274-13-6.
- Die Lehrreden des Buddha. Die Gruppierte Sammlung. Samyutta-Nikaya. Übers. v. Geiger/Nyanaponika/Hecker. Beyerlein & Steinschulte, Herrnschrot 1997.
- Die Lehrreden des Buddha. Die Angereihte Sammlung. Anguttara-Nikaya. Übers. v. Nyanatiloka. Überarb. und hrsg. von Nyanaponika. 5. Auflage, J. Kamphausen & Aurum, Bielefeld 1993 (= München 1922/23), ISBN 3-591-08218-X.
- Reden des Buddha. Lehre, Verse, Erzählungen. Hrsg. Heinz Bechert. Herder, Freiburg im Breisgau/Basel/Wien 1993, ISBN 3-451-04112-X.
- Gautamo Buddha: Die vier edlen Wahrheiten. Texte des ursprünglichen Buddhismus. Hrsg. Klaus Mylius. Deutscher Taschenbuch Verlag, München 1985 (dtv klassik 2166).
- Buddha – Die Reden Gotamo Buddhos. Aus der mittleren Sammlung Majjhimanikayo des Pali-Kanons. Übers. V. K.E. Neumann, Edition Lemperz, ISBN 3-933070-86-4.
- Jones, J.J. (trans.) (1949–56): The Mahāvastu (3 vols.) in Sacred Books of the Buddhists. London: Luzac & Co. volume1 volume 2 volume 3